# Kloxo
Kloxo (известен преди като Lxadmin) е безплатен, уеб хостинг контролен панел с отворен код за Red Hat и CentOS Linux дистрибуции.
Kloxo позволява на хостинг компаниите да използват комбинация от lighttpd или Apache с djbdns или bind, и предоставя графичен интерфейс за превключване между тези уеб сървъри без загуба на данни. Kloxo Enterprise може да премести транспарентно web/mail/dns от един сървър, използващ Apache на друг, използващ lighttpd. Той е известен като добра безплатна алтернатива на cPanel.
Kloxo идва интегриран с Installapp, който е набор от около 130 уеб приложения, които могат да бъдат инсталирани на хостваните уеб сайтове с един клик. Installapp се поддържа от Installatron — приложение, създадено от трети страни (подобно на Fantastico) като плъгин.

## Смяна на името
Поради загриженост относно присвояване на името (Lxadmin), то е заменено с Kloxo. Има протести от страна на потребителите, тъй като промяната на името е свързана с пълно обновяване на файловата структура, а минават близо две седмици, преди да излезе ъпгрейд система за хостинг компаниите.

## Използваемост в България
През последните месеци доста български уеб хостинг компании започнаха да използват Kloxo като контролен панел за клиентите си.
Пресен пример за това са Compidev.COM и SMSHosting.BG